# Џордан Мерфи
Џордан Мерфи (енгл. Geordan Murphy; 19. април 1978) је бивши играч, а садашњи рагби тренер, који тренутно ради у најтрофејнијем енглеском клубу Лестеру. Има шесторо браће и једну сестру и сви су они играли рагби. Целу професионалну каријеру је провео у Лестеру. Постигао је есеј у финалу купа шампиона 2002. Био је део златне генерације Лестера, заједно са енглеским легендама Мартином Џонсоном и Лујисом Мудијем. На тест утакмици против Шкотске, поломио је ногу, тако да је пропустио светско првенство 2003. Био је део ирске репрезентације која је освојила грен слем 2009. Са Лестером је 3 пута освојио титулу првака Енглеске (2000, 2001, 2002). Маја 2013. престао је да игра рагби и пребацио се на посао рагби тренера у Лестеру. Играо је на светском првенству 2011. у утакмицама против Русије и САД уместо повређеног Кернија. Одиграо је и 2 меча за британске и ирске лавове.